# Troy Kennedy-Martin
Ne doit pas être confondu avec Ian Kennedy-Martin.
Troy Kennedy-Martin est un scénariste britannique le 15 février 1932 à Rothesay sur l’Île de Bute en Écosse, et mort le 15 septembre 2009 à Ditchling dans le Sussex de l'Ouest en Angleterre. Il est principalement connu pour avoir signé le scénario du film L'or se barre (The Italian Job) en 1969. Il est également l’un des créateurs de la populaire série télévisée britannique Z-Cars.

## Biographie
Il fait ses études au Trinity College de Dublin.
Il commence à écrire pour la BBC des scénarios de téléfilms. En 1961, il crée la série télévisée Storyboard. Il continue ensuite de donner des scénarios pour des téléfilms et pour des épisodes de séries policières, notamment près de dix pour la série Z-Cars, dont il est l’un des créateurs avec Allan Prior et dont il signera le tout premier et le tout dernier épisode.
Pour sa première incursion au cinéma, en 1969, il signe le scénario du film L'or se barre (The Italian Job), mettant en vedette Noël Coward et Michael Caine, dont il publie la même année une novélisation traduite en France dans la Série noire. Ce scénario sera réutilisé en 2003 pour le remake intitulé Braquage à l'italienne  (The Italian Job), un film américain de F. Gary Gray, avec Mark Wahlberg.
Troy Kennedy-Martin scénarise deux autres films dans les années 1970 : The Jerusalem File (1971) et Sweeney 2 (en) (1978), un film tiré de la série télévisée Regan (Sweeney), créée par son frère Ian Kennedy-Martin.
Dans les années 1980 et 1990, il continue de créer des séries pour la télévision britannique. Il collabore également avec Walter Hill et Harry Kleiner à l’écriture du scénario du film Double détente en 1988.
Il meurt d'un cancer du foie en 2009, à l'âge de 77 ans.
En 2010, le film Hors de contrôle réalisé par Martin Campbell est inspiré de la série éponyme qu’il a créé en 1985.

## Filmographie

### Comme scénariste

#### À la télévision
- 1958 : Incident at Echo Six
- 1959 : The Traitor
- 1961 : Tickets to Trieste
- 1961 : Element of Doubt
- 1961 : Storyboard (six épisodes)
- 1961 : The Interrogator
- 1962 – 1978 : Z-Cars
- 1964 : Diary of a Young Man (six épisodes)
- 1964 : The Chase
- 1965 : The Wednesday Play (deux épisodes)
- 1965 : The Man Without Papers
- 1965 : épisode The Midas Plague pour la série Out of the Unknown
- 1965 - 1966 : Red Cap (sept épisodes)
- 1969 - 1970 : Parkin’s Patch (quatre épisodes)
- 1970 : If It Moves, File It (six épisodes)
- 1974 : La Chute des aigles (Fall of Eagles)
- 1974 : épisode Les Invités (The Guests) pour la série Colditz
- 1975 : Goose with Pepper
- 1975 – 1978 : Regan (Sweeney) (six épisodes)
- 1980 : Fear of God
- 1980 : Armchair Thriller (trois épisodes)
- 1983 : Reilly: The Ace of Spies (en) (douze épisodes)
- 1983 : The Old Men at the Zoo (en) (cinq épisodes)
- 1985 : Edge of Darkness (six épisodes)

#### Au cinéma
- 1969 : L'or se barre (The Italian Job)
- 1970 : De l'or pour les braves (Kelly's Heroes)
- 1972 : The Jerusalem File
- 1978 : Sweeney 2 (en)
- 1988 : Double Détente (Red Heat)
- 1997 : Péril en mer (Hostile Waters)
- 1999 : Bravo Two Zero (en)
- 2004 : Red Dust
- 2023 : Ferrari de Michael Mann

## Œuvre

### Novélisation
- The Italian Job (1969), en collaboration avec Ken Wlaschin Publié en français sous le titre L'Or se barre, Paris, Gallimard, Série noire no 1361, 1979

## Source
- Claude Mesplède  et   Jean-Jacques Schleret (Éd. rév. de: SN, voyage au bout de la Noire), Les auteurs de la Série noire, 1945-1995, Nantes, Joseph K, coll. « Temps noir », 1996, 627 p. (ISBN 978-2-910-68611-6, OCLC 300207570), p. 332.